# 満利江
満利江（まりえ、本名：竹内香代子、1960年1月16日 - ）は、日本の女優・邦楽演奏家・インタビュアー・ライター。東京都港区生まれ。東京都立三田高等学校卒業。

## 人物
1979年、劇団ひまわり研修生当時、本名である竹内香代子の名で「西遊記」の妖怪役でデビュー。同年、「コメットさん」で病気のため主演の大場久美子に代わり、最終回までの5話分の吹き替えを担当。また、「けっぱれ!大ちゃん」やマキノ雅弘の「幻ノ介世直し帳」、関本郁夫の「天使の欲望」にも出演を果たす。
1980年前後には、東川佳揚の芸名で新東宝、東映セントラルなどのピンク映画に年間20本以上に出演
また、「大地の子」やNHKの時代劇作品、テレビ東京系で放映された「お江戸吉原事件帳」など数多くのテレビドラマ、映画に出演する。
山田五十鈴の三味線に感銘を受け三味線、そして日本舞踊を始める。三味線演奏の腕はたしかで、「およう」では富山の芸者役で三味線の弾き唄いをして注目をされる。その後も「ふみ子の海」や「新・愛の嵐」などで三味線の腕は活かされている。また、2005年、広島県福山市での舞台では彼女が三味線の師匠と崇拝している内海桂子が骨折していたため、彼女の三味線演奏を助け、漫才「銘鳥銘木」ではコンビを組み、観客を喜ばせたこともある他、双子のヴォーカルユニットのVOICEのバスツアーにもゲストとして出演し、三味線の腕を披露している。
2000年より『週刊実話』などでインタビュアーとして活躍する。過去に培った人脈を活かし、芸能界、野球界など数々の著名人のインタビューを成功させる。スタンスとして、聞いた話は自分で書くという姿勢を貫いている。野球関係者とのインタビューの際は南渕時高や高橋雅裕、本西厚博とユニットを組んで行っている。
1990年より芸名として現在の「満利江」を使っている。

## 出演

### 映画
- トラック野郎 - 田舎の高校生[要出典]
- 制服を縛る
- 私は好奇心の強い女 キャンパス白書
- 未亡人下宿シリーズ 覗かれて濡れる
- 痴漢電車シリーズ
- 白衣の天使、割れた鏡
- パピプペ看護婦 - ルミ子
- 爆裂都市 - ストリートキッス
- およう（2002年、松竹） - 芸者
- ふみ子の海（2007年） - 地方
- エクレール・お菓子放浪記（2011年公開） - おみつ
- 口裂け女リターンズ（2012年公開） - 口裂けの占い師
- TOKYOてやんでぃ（2013年公開） - 三味線指導
- OMOCHA（2014年）
- 短編映画したうち（2014年）
- マンゴーと赤い車椅子（2015年）
- スナックあけみ 濡れた後には福来たる（2018年12月14日、オーピー映画） - 坂上頼子 役[1]
  - スナックあけみ（2019年8月27日、オーピー映画）※一般公開用編集版[2]

### Vシネマ
- みんな死ねばいいんだ - お妾さん
- 出会いの彼方 - 日本画家・照子
- Juku-jo(熟女)トラッカー（2012年8月）

### テレビ番組
- 西遊記（日本テレビ） - 妖怪A
- 太陽にほえろ!（日本テレビ） - 美容師9
- 探偵物語（日本テレビ） - 麻薬常習犯
- けっぱれ大ちゃん（1979年、テレビ朝日)
- 男あばれはっちゃく（テレビ朝日） - 琴指導
- 旅がらす事件帳（日本テレビ） - 夜鷹
- 幻の介世直し帳（日本テレビ） - 町娘
- 伝七捕物帳（日本テレビ） - 芸者
- ドーベルマン刑事（テレビ朝日）
- マリーの桜（TBS） - マリーの友人
- 獅子の時代（NHK・大河ドラマ） - 女郎
- 徳川家康（NHK・大河ドラマ） - 秀頼の側室
- 想思樹の歌（TBS・日曜劇場） - 渡嘉敷
- 二十四の瞳（TBS） - 田舎娘
- 尼僧物語（テレビ東京） - ゲスト
- トゥナイト（テレビ朝日）
- 大江戸捜査網（テレビ東京） - 後家の殺し屋
- 大地の子（1995年、NHK） - 昭二の母
- とおりゃんせ（1995年、NHK・金曜時代劇） - おしんの母
- 天晴れ夜十郎（1996年、NHK・金曜時代劇） - 新助の母
- 新・半七捕物帳 第15話「闇からの声」（1997年、NHK・金曜時代劇） - 夜鷹
- 逃亡（2002年、NHK・金曜時代劇） - 三味線弾き
- 新・愛の嵐 第1話、第36話（フジテレビ） - 春駒・芸者
- 事件4（テレビ朝日・土曜ワイド劇場） - 良子の母
- バラエティ・カジノザウルス（関西テレビ）
- 御宿かわせみ〜第二章〜 第3話（2004年、NHK・金曜時代劇） - 年増の深川芸者・三味線演奏
- さすらい署長 風間昭平2・こまち田沢湖殺人事件(テレビ東京・女と愛とミステリー） - 秋田芸者・振り付け
- 小春姐さんの奮闘記（テレビ東京・水曜ミステリー9） - 地方・三味線演奏
- 恋人たちの時間（日本テレビ） - 芸者役
- ゆっくり歩け、空を見ろ（2008年、関西テレビ） - 三味線指導
- お江戸吉原事件帳（テレビ東京） - 雪乃・芸者役

### CM
- 日本航空 - ナレーション
- テルミー化粧品 - ナレーション
- クレオの筆まめ98年年賀状版（1997年） - 主婦役
- 勝手広告JTB「ひきこもり編」（2008年） - 母役

### 舞台
- 少女阿部定（自由劇場） - 定の姉
- 羅生門（ハンガリー芸術祭参加作品） - 霊媒師
- たそや行燈（東宝宝塚劇場）

## インタビューアー・ライター

### 雑誌インタビュー
- 仰木彬
- 黒木知宏
- 稲尾和久
- 岩隈久志
- 舞の海
- 内海桂子
- 志村けん
- 南原清隆
- 由美かおる
- 林隆三
- 滝田洋二郎
- VOICE
- 松原智恵子
- 大鶴義丹

### 連載
- 月刊実話ドキュメント満利江のB級ホラーオススメ一本！

### コーディネイト
- 絶対プロ野球選手になれる本（2003年、南渕時高著　アスク刊）
- 由美かおるラビアンローズ（2010年、由美かおる著　メディアックス刊）